# CSR Corporation Limited
CSR Corporation Limited (CSR), formalmente conhecida como China South Locomotive & Rolling Stock Corp., Ltd. foi uma fabricante chinesa de locomotivas e material rodante.
Originalmente era uma holding formada por 16 empresas ferroviárias, porém em 2015, a companhia fundiu-se com CNR Corporation Limited para formar a CRRC.
A empresa chegou a exportar para o Brasil locomotivas diesel-elétrico, modelo SDD8 para a FCA; vagões de carga para a EFVM; ônibus híbridos com propulsão elétrica, controlada por super-capacitores e chassi TEG, para testes em Curitiba; além de peças.